# Rio Cariacá
O rio Cariacá é um curso de água que nasce no município de Monte Santo, passa pela divisa dos municípios de  Quijingue, Cansanção e Araci, até desaguar no rio Itapicuru, no estado da Bahia, Brasil.
Em Monte Santo, o curso do rio se encontra com um grande reservatório de água, a Represa da Tapera, que em períodos chuvosos armazena grande volume de água.
Quando há chuvas fortes e intensas na região, o rio enche e impossibilita a passagem de pessoas e carros ao longo de suas margens. O rio Cariacá é um rio temporário. Por se localizar em uma área de clima semiárido, quando há estiagem, o rio deixa de ser corrente, apenas formando algumas poças e pequenas lagoas.